# アポロドトス2世
アポロドトス2世（ギリシャ語：Ἀπολλόδοτος Β΄）は、インド北西部に建てられたギリシャ人による王朝（インド・グリーク朝）の君主である。アポッロドトス2世とも。数ある末期インド・グリーク朝の地方政権の中の、メナンドロス1世に連なる家系に属すると考えられている。兄は同じくインド・グリーク朝の君主ストラトン1世（諸説あり）。

## 概要
兄ストラトン1世の副王として権力を持つようになったアポロドトスは、兄のストラトン1世に統治能力なしとして退位を要求し、そして自ら王位についたとされている。アポロドトス2世は、王として、パンジャーブ、ガンダーラ、カーブル、ガズニーなど現在のアフガニスタン東部からインド北西部に至る広範な地域を支配した。また、彼の治世中、パンジャーブ西部のタキシラは、遊牧民スキタイ人の支配から再征服された。アポロドトス2世は、インド・グリーク朝のパンジャーブ地方におけるかつての栄光をある程度まで回復させたと思われる重要な支配者で、末期インド・グリーク朝の君主たちの中でパンジャーブ地方の西部と東部を支配していたとされるのはアポロドトスのみである。
アポロドトスは、パンジャーブの一部の土地をめぐってサカ人の王マウロスと争った。結果、マウロスまたはその子孫を打ち負かし、パンジャーブ地方の一部を王国の範囲内に収めた。また、マウロスの他のスキタイ王アゼス1世と同盟を結んでいたとされている。
統治期間については、紀元前1世紀のインドの混乱期であるとされているが、より詳細な統治期間については紀元前80 - 65年頃、紀元前85 - 65年頃など、諸説存在し、はっきりとしたことは分かっていない。
アポロドトスの死亡年ははっきりとは判明していない。彼の死後、その王国はさらに小さく分割され、諸王が並立したものと思われる。
この混乱期の後、北方からは騎馬遊牧民であるスキタイ人やサカ人、さらには匈奴に押されて東トルキスタンなどから移動してきた月氏によってインド・グリーク朝は終焉を迎えることとなる。また、アポロドトスのかつて支配した領域は、サカ人によって征服され、インド・グリーク人は歴史の表舞台から姿を消した。サカ人は、ヘレニズム文化を継承し、タキシラを都とした。

## コイン
アポロドトスのコインは、彼の支配したアフガニスタン東部からインド北西部で発見されており、そこから支配領域は推定された。また、彼のコインの裏面には、彼の属する系統の諸王と同様、アテーナー神やアポローン神が刻まれている。
彼は、彼の属する系統の諸王と同様、称号に「ソーテール：救世主」を使用することが多かった。

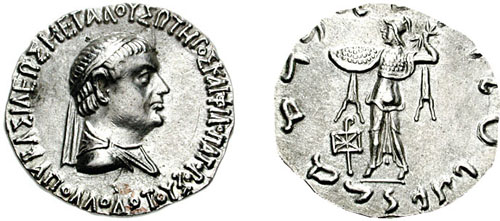
アポロドトスの硬貨。 表面：アポロドトス2世の胸像。ギリシャ文字でΑΟΛΛΟΔΟΥ ΒΑΣΙΛΕΩΣ ΜΕΓΟΥ ΣΩΤΡΟΣ ΚΑΙ ΦΙΟΑΤΟΡΟΣ （大王アポロドトス、救世主・父なる王）が刻まれている。 裏面：左側に立つアテーナーは、右手に雷鳴を掲げ、左腕でアイギスを持っている。カローシュティー文字による Tratarasa Maharajasa Apalatasa "救世主アポロドトス王"の文字が刻まれている。
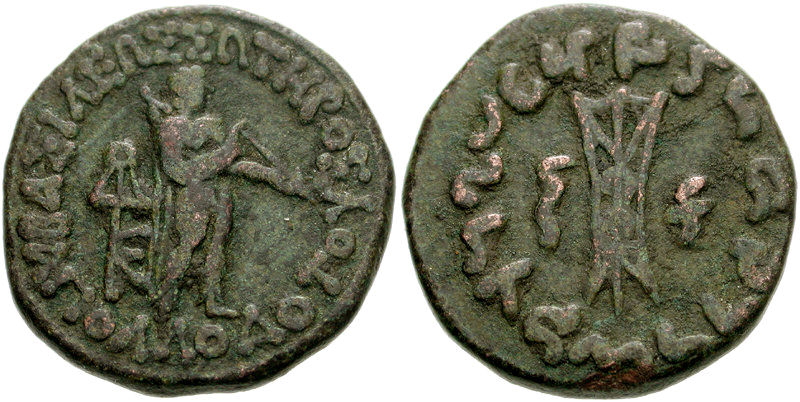
アポロドトスの銅貨。弓を持つアポローン神が刻まれている。
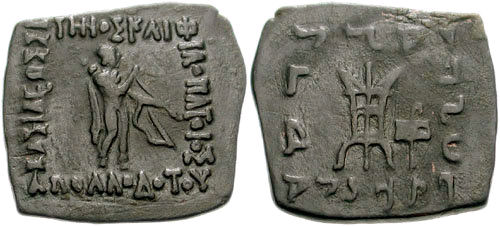
アポロドトスの正方形のような形をした硬貨。これにも弓を持つアポローン神が刻まれている。
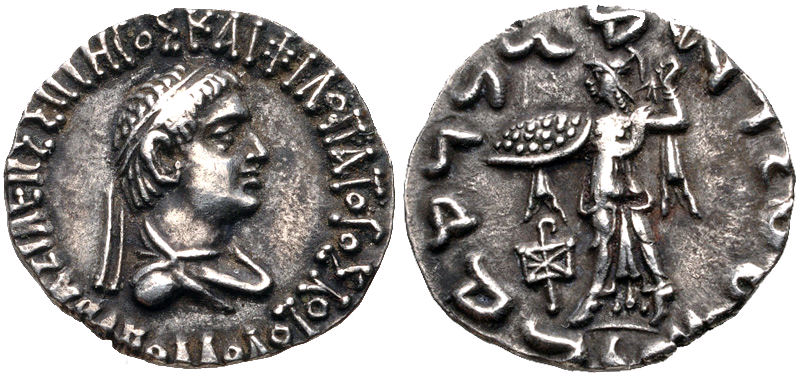
アポロドトスの硬貨。表面には彼の胸像、裏面にはアテーナ―神が刻まれている。